# 터닝메카드 갓
《터닝메카드 갓》(영어: Turning Mecard GOD)은 초이락 배틀완구 시리즈 8번째 작품으로 장난감 터닝메카드를 소재로 하여, 초이락컨텐츠컴퍼니와 스튜디오 더블유바바에서 제작하고 MBC TV에서 방송하는 메카 어드벤처 애니메이션이다. 3D 애니메이션으로 제작되고 2025년 4월 12일부터 방영중이다.

## 방송 시간
| 방송 채널 | 방송 기간              | 방송 시간                                |
| --------- | ---------------------- | ---------------------------------------- |
| MBC TV    | 2025년 4월 12일 ~ 현재 | 매주 토요일 오전 8:10 ~ 오전 8:20 (12분) |

## 줄거리
'내 목소리가 들리면 대답해줘.'
어느 날 갑자기 나찬에게 들려오는 목소리.
그 소리에 이끌려 도착한 숲에서 만나게 된 미니카 에반!
갑작스러운 배틀로 크게 다친 에반.
그런 에반을 구해준 다른 세계에서 왔다고 하는 소녀 이소벨!
이소벨은 악의 조직 다크섀도우가 악행을 일삼는다는 사실을 알려주며, 찬에게 도움을 달라고 부탁하는데...
온 우주를 지배하려는 수수께끼의 집단 다크섀도우!
그들에게서 도망쳐 지구로 넘어온 메카니멀들.
다크섀도우의 음모를 막기 위해 함께 싸우자!
우리 다 함께 외쳐볼까?
메카니멀 고 파이트!

## 같이 보기
- 헬로 카봇
- 조디악 나이츠